# Wu'an
För andra betydelser, se Wu'an (olika betydelser).
Wu'an är en stad på häradsnivå i norra Kina och en del av Handans stad på prefekturnivå i provinsen Hebei. Den ligger omkring 400 kilometer sydväst om huvudstaden Peking. Staden har 0,7 miljoner invånare på en yta av 1 806 km².

## Demografi
| Område                         | Invånarantal 1 juli 1990 | Invånarantal 1 november 2000 |
| ------------------------------ | ------------------------ | ---------------------------- |
| Stad (de jure)                 | Ingen uppgift            | 693 980                      |
| Stad (de facto)                | 635 293                  | 720 196                      |
| Urban befolkning (de facto)    | 81 173                   | 147 778                      |
| ...varav centralort (de facto) | 25 514                   | Ingen uppgift                |